# 克孜勒尤爾特
43°12′N 46°52′E / 43.200°N 46.867°E
克孜勒尤爾特（俄语：Кизилю́рт，突厥語「紅色氈房」意思）是俄羅斯達吉斯坦共和國中部的一座城市，臨蘇拉克河，距首府馬哈奇卡拉西北64公里。2002年人口30,264人。
1963年由原克孜勒尤爾特和另外兩個聚落合併而成。